# Viru-Nigula
Viru-Nigula är en ort i Estland. Den ligger i Viru-Nigula kommun och landskapet Lääne-Virumaa, i den centrala delen av landet, 110 km öster om huvudstaden Tallinn. Viru-Nigula ligger 58 meter över havet och antalet invånare är 364.
Terrängen runt Viru-Nigula är platt, och sluttar norrut. Runt Viru-Nigula är det mycket glesbefolkat, med 6 invånare per kvadratkilometer. Närmaste större samhälle är Kunda, 9,7 km väster om Viru-Nigula. I omgivningarna runt Viru-Nigula växer i huvudsak blandskog.